# جيش القوقاز الإسلامي (الدولة العثمانية)
جيش القوقاز الإسلامي (بالتركية: Kafkas İslâm Ordusu)‏ وحدة عسكرية عثمانية شُكلت في 10 يوليو 1918 ضمن مجموعة الجيوش الشرقية، تألف الجيش من 20 ألف فرد وأنيطت قيادته إلى وزير الحرب أنور باشا، وقد أشترك الجيش في الحملة القوقازية خلال الحرب العالمية الأولى.